# Свимонишвили, Давид
Давид Свимонишвили (груз. დავით სიმონიშვილი; род. 9 апреля 1985 или 9 апреля 1986) — грузинский самбист и дзюдоист, бронзовый призёр этапа Кубка мира по дзюдо 2005 года в Тбилиси, чемпион (2007, 2009) и бронзовый призёр (2008) чемпионатов Европы по самбо, серебряный призёр чемпионата мира по самбо 2010 года в Ташкенте. Выступал в лёгкой весовой категории (до 62 кг). Проживал в городе Сагареджо (Кахетия, Грузия).